# 台金礦
台灣金屬礦業股份有限公司，簡稱台金礦，原名寶晟科技股份有限公司，是一家主要業務為鐵礦砂產品、工業電腦及相關產品製造與買賣的民營上櫃公司。
該公司原來主要從事工業電腦主機板設計製造業務。2011年度起，由於工業電腦業務獲利下降，董事會決議發展採礦業務，除了新增金屬礦業生產及銷售業務以外，同時保留舊有工業電腦業務。
其關係企業有中礦投資股份有限公司(商業統一編號：53528869)、寶晟投資股份有限公司(商業統一編號：12728420)、中華金屬礦業股份有限公司(商業統一編號：53081678)。

## 沿革
- 2011年10月26日股東臨時會決議通過更名，2011年11月22日經新北市政府「北府經登字第1005073570號函」核准在案，公司名稱正式由「寶晟科技股份有限公司」更名為「台灣金屬礦業股份有限公司」。
- 2011年11月17日，停止有價證券櫃檯買賣。
- 2012年2月16日，更名換發新股生效。
- 2013年4月29日，普通股股票經中華民國證券櫃檯買賣中心「證櫃監字第10202002422號公告」終止在證券商營業處所買賣。